# Diecezja Guarenas
Diecezja Guarenas (łac. Dioecesis Guarenensis) – diecezja Kościoła rzymskokatolickiego w Wenezueli. Należy do archidiecezji Caracas. Została erygowana 30 listopada 1996 roku przez papieża Jana Pawła II mocą konstytucji apostolskiej Maiori Christifidelium. 

## Ordynariusze
- Gustavo García Naranjo (1997–2020)
- Tulio Luis Ramírez Padilla (od 2021)